# Ротарі Інтернешнл
«Ротарі Інтернешнл», англ. Rotary International — це міжнародна сервісна організація, мета якої — об'єднати ділових та професійних лідерів для надання гуманітарних послуг та сприяння доброзичливості та миру у всьому світі. Це неполітична та нерелігійна організація. Членство здійснюється за запрошенням і залежить від різних соціальних факторів. По всьому світу існує понад 35 000 клубів, які разом налічують 1,2 мільйона осіб, відомих як ротарійці.
Головний девіз «Ротарі Інтернешнл»: «Служіння понад власне я» (англ. Service above self), другим девізом виступає вислів «Більше отримують ті, хто краще служать» (англ. They benefit most, who serve best).

## Філософія
Метою Ротарі є заохочення та підтримка ідеального служіння як основи гідного підприємства:
1. Налагодження стосунків для можливості служіння та взаємодопомоги.
2. Високі етичні стандарти в бізнесі та професії, визнання гідності усіх корисних занять, удостоєння кожного ротарійця честю служити суспільству.
3. Застосування ідеального служіння кожного ротарійця у власному бізнесі та громадському житті.
4. Розвиток міжнародного взаєморозуміння, доброї волі та миру завдяки світовому братерському об'єднанню ділових та професійних осіб.

Ця мета використовується і у так званому «Ротарі-тесті», що використовується з метою переконатися, чи відповідає ротарієць основним принципам Ротарі. Тест розробив ротарієць і підприємець Герберт Тейлор під час Великої депресії як набір керівних принципів для відновлення практично втраченого бізнесу, прийнятий як етичний стандарт Ротарі у 1942 році. Він як і раніше розглядається як етичний стандарт в управлінні бізнесом:
- Чи у цьому ІСТИНА?
- Чи це СПРАВЕДЛИВО для усіх зацікавлених сторін?
- Чи допоможе це в укріпленні ДОБРИХ ВІДНОСИН та ДРУЖБИ?
- Чи принесе це КОРИСТЬ усім зацікавленим сторонам?

## Історія

### Ранні роки
Перший Ротарі-клуб заснував адвокат Пол Персі Гарріс у Чикаго, штат Іллінойс, США. Назва «Ротарі» походить від давньої практики чергування місця проведення зборів у офісах членів Клубу. Саме Пол Гарріс вважається засновником руху Ротарі в усьому світі.
23 лютого 1905 року в Чикаго, в будівлі Юніті Білдінґ на Норт-Діборн-стріт, 127, відбулися перші збори чиказького Ротарі-клубу, на якому були присутні: гірничий інженер Гюстав Лоер, продавець вугілля Сильвестр Шилл (він же стане першим президентом клубу), кравець Хірам Шорі та Пол Гарріс. Ідея Пола Гарріса полягала в прагненні розвивати дух дружби і солідарності у світі бізнесу великих міст  — до цієї ідеї він прийшов ще в молодості, проживаючи в містечку Вермон. Незабаром до групи влилися нові члени Ротарі, які стали поперемінно збиратися за місцем роботи того чи іншого ротарійця, звідки і виникла ідея обертання та емблема колеса (спочатку емблема являла собою колесо воза).
У 1929 році під час Далласької Конвенції був прийнятий символ зубчастого колеса, що складається з 24 зубців.
Початково члени клубу мали збиратися щотижня в офісах кожного з його членів, проте вже за рік Ротарі-клуб у Чикаго розрісся до розмірів, що потребували для зустрічей значно більшого місця. Наступні Ротарі-клуби були створені в містах на заході Сполучених Штатів, починаючи із Сан-Франциско, потім Окленд, Лос-Анджелес та Сієтл. Згодом Клуби були створені у Вашингтоні та Нью-Йорку. У 1910 році під час першого Конґресу в Чикаґо за участі 16 клубів Ротарі Пол Гарріс був обраний президентом асоціації. Тоді ж затверджено девіз: англ. He profits most who serves best («Той отримує більше, хто краще служить»). З 1950 року Конгрес Ротарі в Детройті прийняв девіз Service above self («Служіння понад власне Я»), і ці два девізи діяли паралельно тривалий час. У 1989 році Законодавча Рада Ротарі Інтернешнл прийняла девіз «Служіння понад власне Я» як єдиний девіз, що найкраще відображає благодійницьку суть волонтерського руху Ротарі.
Перший Ротарі-клуб за межами США був створений у місті Вінніпеґ провінції Манітоба в Канаді у квітні 1910 року. 22 лютого 1911 року відбулося перше засідання Ротарі-клубу Дубліна (Ірландія) — першого за межами Північної Америки. Оскільки Ротарі стало, по суті, міжнародною організацією, у 1912 році було змінено і назву на Міжнародну асоціацію Ротарі-клубів.
Перший Ротарі-клуб в неангломовній країні був створений в Гавані на Кубі у 1916 році. Перший Ротарі-клуб в Південній Америці був відкритий в у столиці Уруґваю Монте-Відео у 1918 році, в Азії — на Філіппінах у 1919 році, в Африці — у Йоганнесбурзі (Південна Африка) у 1921 році, в Австралії — у Мельбурні у 1921 році.
У серпні 1912 року Ротарі-клуб у Лондоні отримав статут від Міжнародної асоціації Ротарі-клубів та став першим визнаним Ротарі-клубом за межами Північної Америки. Клуб у Дубліні (Ірландія), хоч і був організований раніше, але отримав статут лише після Лондонського.
У 1922 році назва «Міжнародна асоціація Ротарі-клубів» була змінена на «Ротарі Інтернешнл» (англ. Rotary International). До 1925 року Ротарі розрісся до 200 клубів із більш ніж 20 000 членів.

### Нацистська Німеччина
У Німеччині через протидію до 1927 року не було жодного Ротарі-клубу. Після приходу до влади НСДАП на чолі з Адольфом Гітлером через короткий проміжок було дозволено створення Ротарі-клубів. Нацистська верхівка вважала відкриття Ротарі-клубів можливістю ознайомити членів клубу із політикою націонал-соціалістичного руху. Проте нацисти все одно вбачали у будь-яких міжнародних організаціях потенційну загрозу та вважали їх підозрілими через неможливість контролю їх діяльності. Після приходу до влади Гітлера було сформовано шість Ротарі-клубів. Вони одразу опинилися під тиском правлячої партії Німеччини, яка одразу почала виводити із складу членів клубу євреїв. Нацисти уповноважили членів НСДАП ставати членами Ротарі-клубів. Зокрема зобов'язання щодо того, що лише член НСДАП має право стати членом Ротарі-клубу були затверджені судом у 1933, 1934 та 1936 роках. У 1937 році більше половини ротарійців були членами НСДАП.
Ротарі-клуби нацистської Німеччини не мали єдиної політики щодо нацистського режиму. У той час як декілька німецьких Ротарі-клубів ухвалили рішення про розформування у 1933 році, інші практикували політику умиротворення або співпраці. У Мюнхені клуб виключив із своїх лав велику частину ротарійців, у більшості євреїв та неєвреїв, які були політично неприйнятними для нацистського режиму. Зокрема до списку виключених потрапив Томас Манн (будучи уже в еміграції у Швейцарії). Ще дванадцять членів клубу вийшли із його лав добровільно на підтримку виключених ротарійців.
Починаючи із 1937 року у пресі дедалі частіше з'являються статті, що різко критикують Ротарі-клуби, порівнюючи їх із масонством. Незабаром після цього передбачуваний конфлікт влади та Ротарі-клубів привів до ухвалення двох наступних рішень, що поставили під загрозу подальше існування Ротарі в Німеччині. Перше з них було прийняте у червні 1937 року міністерством внутрішніх справ, яке забороняло державним службовцям бути членами Ротарі. У липні того ж року партійний суд НСДАП ухвалив рішення, згідно з яким він скасовував усі ухвалені рішення щодо членства у Ротарі-клубах членів НСДАП, і офіційно оголосив, що членство у націонал-соціалістичній робітничій партії Німеччини та членство у Ротарі-клубах несумісне з січня 1938 року.
Адвокати Ротарі, що представляли його в суді, на захист прав клубів стверджували, що політика Ротарі та НСДАП були сумісними особливо зважаючи на те, що із складу ротарійців були виключені як масони у 1933 році, так і «неарійці» у 1936 році. Інші спроби захисту були зроблені зарубіжними членами Ротарі, проте це не дало жодного результату. В результаті 73-й Дистрикт, що представляв Німеччину в номенклатурі Ротарі був розпущений, хоча деякі клуби продовжували своє існування і зустрічі таємно.

### Друга Світова Війна у Європі
Ротарі в Іспанії перестало діяти незабаром після початку Громадянської війни в Іспанії.
Клуби у Європі було розформовано в такому порядку:
- Австрія (1938);
- Італія (1939);
- Чехословаччина (1940);
- Естонія, Латвія, Литва, Польща, Югославія та Люксембург (1941);
- Угорщина (1941—1942);
- У Голландії Ротарі-клуби були заборонені (разом з масонством) після окупації німецькими військами у 1940 році і були відновлені тільки після визволення у 1945 році.

У 1941 році Ротарі Інтернешнл ухвалило рішення про призупинення діяльності всіх Ротарі-клубів на територіях, що були охоплені військовими діями або окупованими.

### З 1945 року
Ротарі-клуби у Східній Європі та інших країнах комуністичного режиму були розформовані у 1945—1946 роках. Тоді відкривались численні нові Ротарі-клуби в інших країнах, та до часу, коли розпочалися національні рухи за незалежність у країнах Африки та Азії, нові нації уже мали Ротарі-клуби. Після ослаблення контролю з настанням «перебудови» у республіках Радянського Союзу почали створюватися Ротарі-клуби у Іркутську (1989), Москві (1990) та інших країнах.
У 1985 році Ротарі розпочав свою програму «Поліо Плюс» (англ. PolioPlus) з імунізації усіх дітей світу від поліомієліту. З 2011 року Ротарі на цю програму було виділено понад 900 мільйонів доларів. Результатом діяльності програми стала імунізація майже двох мільярдів дітей в усьому світі.
У 2006 році Ротарі налічував понад 1,2 мільйона членів більше, як у 32 000 клубів з 200 країн та географічних зон, що робить його найпоширенішим у всіх галузях.

## Організація та управління
У загальній структурі Rotary International складається з клубів на місцевих рівнях. Ротарійці є членами цих клубів. Кожен клуб має свій статут, який надається Rotary International, штаб-квартира якого знаходиться в Еванстоні у приміській зоні міста Чикаго, штату Іллінойс. Для адміністративних цілей усі 32 тисячі клубів у світі об'єднані у понад 530 дистриктів у 34 регіонах. Ротарі-клуби України входять до дистрикту 2232 Ротарі Інтернешнл. На чолі дистрикту стоїть губернатор, який/а обирається почергово на річний термін.
Дистрикти Ротарі Інтернешнл об'єднуються в Зони Ротарі Інтернешнл. Україна у складі дистрикту 2232 входить до Зони 21А, що охоплює країни Центральної Європи (Австрія, Білорусь, Боснія-Герцеґовина, Колишня Югославська Республіка Македонія, Молдова, Румунія, Угорщина, Словаччина, Україна, Хорватія, Чехія) та Ізраїль, що об'єднані в 9 дистриктах.

### Клуб

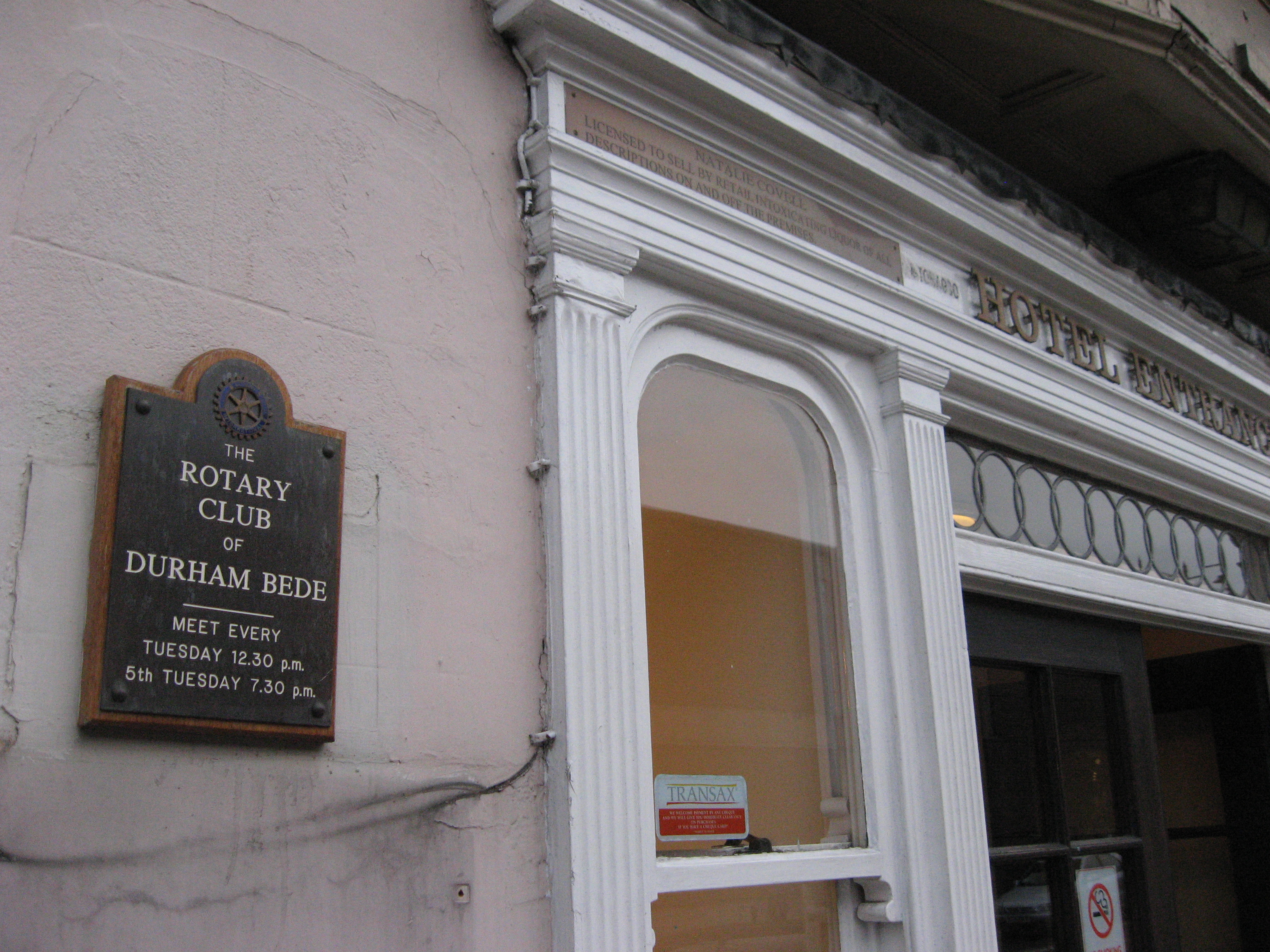
Дошка, що вказує місце зустрічей членів Ротарі-клубу в місті Дарем, Англія.

Ротарі-клуб є основною одиницею діяльності Rotary International. Кожен клуб визначає особливості його членства у межах, що не протирічать стандартному статуту Ротарі-клубу. Початково кількість клубів обмежувалась одним на місто, проте у великих містах кількість членів перевищувала місткість будь-якого приміщення для зустрічей, тому в таких містах створювалися декілька клубів.
Члени кожного клубу збираються щотижня у визначеному місці. Під час засідань члени клубу заслуховують лекторів, що надають інформацію на загально цікаві теми, ведуть перемовини, обговорюють благочинні проекти, приймають рішення щодо подальшої діяльності тощо. Часто на такі зустрічі запрошуються члени інших клубів, проводяться виступи, семінари, а також відеоконференції тощо. Кожен клуб, крім загальних питань, часто обговорює та вирішує питання внутрішні, що стосується безпосередньо громади, де він розташований. Проводяться відкриті зустрічі, на які запрошуються не тільки члени клубу, але й інші представники громади та преса.
Кожен клуб серед своїх активних учасників обирає президента/ку і офіцерів (секретаря, скарбника, голів клубних комісій) терміном на один рік. Правила вимагають, аби такі вибори проводилися не менш як за півроку до початку каденції служіння, тобто, в грудні. Клуби користуються значною автономією в рамках статуту та правил Rotary International, що дозволяє їм вільно вирішувати у першу чергу питання внутрішнього характеру, звичайно не забуваючи і про глобальні проекти в межах Rotary International. Керівним органом клубу є правління клубу, що складається із президента клубу (який виступає в ролі голови правління), обраного (тобто, - наступного) президента, секретаря, скарбника клубу та декількох офіцерів клубу. Зазвичай кандидат на посаду Президента пропонує до обрання і команду офіцерів — голів основних комісій клубу, у тому числі осіб, відповідальних за організаційну діяльність клубу, за фундацію Ротарі, публічний імідж, міжнародну співпрацю тощо.

### Рівень дистриктів
Лідером дистрикту є губернатор, який  є протягом своєї губернаторської каденції є єдиним офіцером Rotary International у дистрикті. Кожен губернатор після обрання затверджується на щорічному конгресі Rotary International, що проводиться щоразу в іншій країні світу. Губернатор призначає своїх асистентів з числа ротарійців дистрикту для надання допомоги в координації діяльності Ротарі-клубів. Губернаторів обирають ротарійці дистрикту шляхом голосування клубів. 

### Реґіональний рівень
Декілька дистриктів за рішенням Ротарі Інтернешнл формують регіон Ротарі Інтернешнл. Директор або член ради директорів Ротарі Інтернешнл є лідером у двох регіонах. Кандидатура директора висувається Клубами регіону та затверджується на конгресі Rotary International терміном на два роки.

### Ротарі Інтернешнл

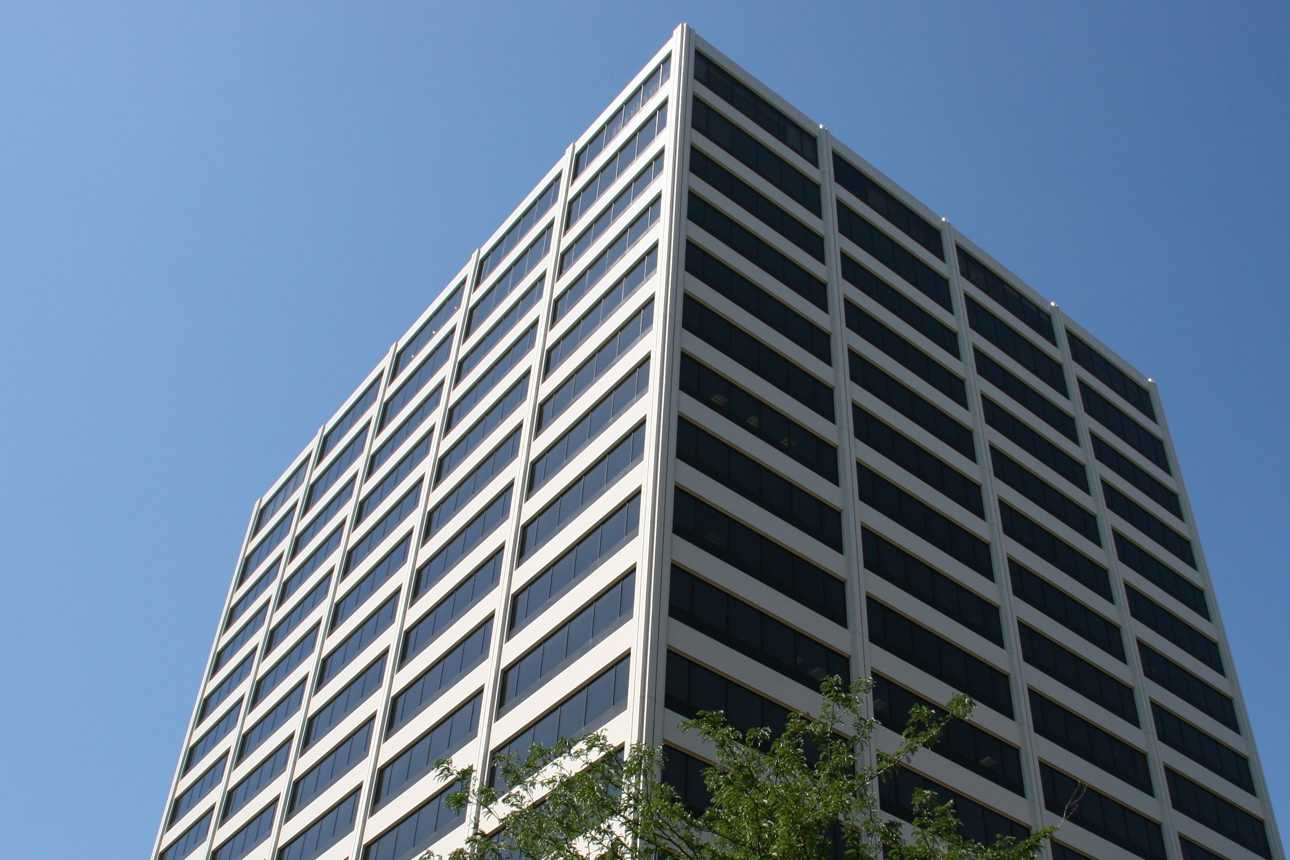
Штаб-квартира Rotary International Еванстон, Іллінойс, США.

Ротарі Інтернешнл керується президентом та радою директорів, що складається з президента, директорів та генерального секретаря. Президент обирається номінаційним комітетом президента та затверджується на конгресі Ротарі Інтернешнл. Рада директорів збирається щоквартально для розробки політики та рекомендацій діяльності Ротарі, впровадження змін до статутних документів організації, вироблення стратегічних завдань, ухвалення рішень з фінансових та організаційних питань. Вищим органом Ротарі є Законодавча Рада (Council on Legislation), що засідає один раз на три роки та вносить зміни до статуту та правил Ротарі Інтернешнл.
Генеральний секретар Ротарі Інтернешнл є єдиною особою в Ротарі Інтернешнл, що працює на контрактній основі. Він очолює штат із близько 600 осіб, які працюють у міжнародній штаб-квартирі в Еванстоні та в семи міжнародних офісах у світі.

## Членство
Згідно з конституцією (статутом), Ротарі Інтернешнл визначається як непартійна, несектанська організація, відкрита для підприємців та керівників будь-якого віку (18 та більше років) та економічного статусу.
Будь-хто може контактувати з Ротарі-клубами, проте членство у клубі можливе лише після офіційного запрошення. Статусом Ротарі-клубів не передбачено можливість стати членом клубу без запрошення. Майбутній потенційний член має заручитися підтримкою та запрошенням від іншого дійсного ротарійця. Деякі клуби мають у своїх статутах кандидатський стаж та особливі критерії членства: репутація, ділові та професійні якості, можуть мати специфічні критерії оцінки для видачі запрошення або мати певні відсоткові обмеження щодо представництва в клубах певних бізнесових чи професійних кіл. Рішення про членство приймає Правління клубу.

### Активне членство
Активне членство можливе лише після запрошення дійсного ротарійця. Активним членом може стати представник професійного чи бізнесового кола, який веде діяльність в різних галузях. Клуб може обмежити (до десяти відсотків) представництво в клубі певних галузей бізнесу чи професій. Метою клубів є просування програм та проектів співтовариства місцевого клубу та Ротарі Інтернешнл в цілому. Багато проектів організовані в межах місцевого об'єднання (клубу), також є проекти, що просуваються в усьому світі. 

### Почесне членство
Почесне членство надається людям, які мають визначні заслуги в поширенні та просуванні ідеалів Ротарі. Почесне членство надається у виняткових випадках. Почесні члени звільняються від вступних зборів та внесків. Вони не мають права голосу та права займати будь-яку посаду в клубі. Почесне членство обмежене в часі і зазвичай надається на один рік, після закінчення якого почесне членство автоматично припиняється. Проте воно може бути продовжене на додатковий період або припинене достроково у будь-який час. Зокрема, почесними членами часто виступали голови держав або колишні голови держав, відомі науковці чи інші відомі особистості. Зокрема почесними членами Ротарі-клубів були/є:
- Альберт I, король Бельгії;
- Карл XVI Густаф, король Швеції;
- Вінстон Черчилль, прем'єр-міністр Великої Британії;
- Гасан II, король Марокко;
- Джон Кеннеді, 35-й президент США;
- Анґела Меркель, федеральний канцлер Німеччини;
- Августо Піночет, 30-й президент Чилі;
- Реньє III, князь Монако;
- Томас Едісон, вчений, винахідник;
- Тур Геєрдал, норвезький мандрівник, вчений;
- Ніл Армстронг, американський астронавт;
- Волт Дісней, американський художник-мультиплікатор, кінорежисер, актор, продюсер, сценарист.

### Жіноче членство
З 1905 по 1980-ті роки жінкам не дозволялося членство в Ротарі-клубах, проте дружини ротарійців, зокрема дружина Пола Гарріса були членами, подібного до Ротарі, клубу «Внутрішнє колесо» (англ. «Inner Wheel»). Жінки відігравали певні ролі й у житті Ротарі-клубів, зокрема дружина Пола Гарріса зробила численні виступи. У 1963 році було відмічено, що практика залучення дружин Ротаріанців у життя клубу допомогла зламати жіночу ізольованість та нереалізованість у деяких країнах. Крім того було відмічено, що добровільні жіночі об'єднання, діяльність яких була схожою з діяльністю Ротарі-клубів, були створені у США задовго до створення Ротарі, ще у 1790-х роках.
Перші ірландські Ротарі-клуби ще у 1912 році обговорювали допущення жінок як членів клубів, проте на той момент пропозицію було відхилено. Питання забезпечення ґендерної рівності в Ротарі-клубах вийшло за межі теоретичного, коли у 1976 році Ротарі-Клуб Дуарте в місті Дуарте (штат Каліфорнія) прийняв трьох жінок у члени клубу. А після претензій Ротарі Інтернешнл відмовився зняти з них членство. Як відповідь, у 1978 році Ротарі Інтернешнл скасував статут клубу Дуарте. Після чого клуб подав до Каліфорнійського суду позов, у якому було наголошено, що згідно із законодавством Каліфорнії, Ротарі-клуби як комерційні організації підпадають під дію положень, що забороняють будь-яку дискримінацію за ознакою раси, статі, релігії або етнічного походження. Каліфорнійський суд ухвалив рішення на користь клубу Дуарте. Рішення Каліфорнійського суду було потім оскаржено Ротарі Інтернешнл у Верховному Суді США. Адвокат Ротарі Інтернешнл стверджував, що «рішення примушує брати до клубу будь-кого та перетворює клуб на мотель». Ротарі-Клуб Дуарте був не єдиним клубом, який протистояв Ротарі Інтернешнл. Окружний Ротарі-клуб Сієтлу одноголосно проголосував за допуск жінок до лав клубу у 1986 році. 4 травня 1987 року Верховний Суд Сполучених Штатів підтвердив та закріпив рішення Каліфорнійського суду. Після чого Ротарі Інтернешнл видалив ґендерні вимоги зі статуту та дозволив усім клубам в усіх країнах приймати як членів жінок. Першою жінкою, обраною президентом Ротарі-клубу, була Сільвія Вітлок у Ротарі-Клуб Дуарте у 1987 році. У наш час жінки складають понад 15 % усіх членів Ротарі-клубів.
У результаті зміни статуту на користь жінок у 2004 році було також змінено девіз з «Більше усіх отримує той, хто більше всього працює» (англ. He profits most who serves best) на «Більше усіх отримують ті, хто краще усіх працюють» (англ. They benefit most, who serve best).

### Членство меншин
Ротарі та інші клуби останні десятиліття XX століття стали відкритими для гомосексуальних меншин. Іншим меншинам також пропонується долучатися до членства в клубі. Крім того Ротарі-клуби часто співпрацюють з громадами різних меншин (не тільки сексуальних).

## Програми
Програми Ротарі Інтернешнл настільки різноманітні, що їх важко класифікувати чи категоризувати. Крім того розрізняють програми Фонду Ротарі, зокрема, освітні, гуманітарні, професійні. Нижче наведено основні (найбільші) програми, клуби та групи благодійних програм, які проводяться клубами Ротарі Інтернешнл в усьому світі.

### Інтеракт (Interact)
Інтеракт — це клуб під патронатом Ротарі Інтернешнл для молодих людей віком від 12 до 18 років. Клуби Інтеракт спонсоруються окремими Ротарі-клубами, які забезпечують підтримку та нагляд. Самі ж клуби мають самоврядування.
Склад членів клубу може відрізнятися. Клуби можуть бути однієї статі чи змішаними, певної вікової групи чи різновікової. Часто клуби можуть об'єднувати учнів однієї школи або декількох шкіл громади.
Щороку клуби Інтеракт мають виконати принаймні два соціальні проекти, один з яких направлений на міжнародне взаєморозуміння та співпрацю. Завдяки таким проектам клуби розвивають мережу дружніх відносин як із місцевими громадами, так і з зарубіжними клубами, розуміють усю важливість розвитку лідерських якостей та особистої недоторканності. Просування міжнародної співпраці, взаєморозуміння та доброї волі як однієї із найважливіших програм під егідою Ротарі, швидко зробило клуби Інтеракт вельми відомими. На сьогодні налічується понад 10 700 клубів Інтеракт у 109 країнах та географічних районах світу. Членами клубів Інтеракт уже стали понад 200 тисяч осіб.

### Поліо Плюс (PolioPlus)

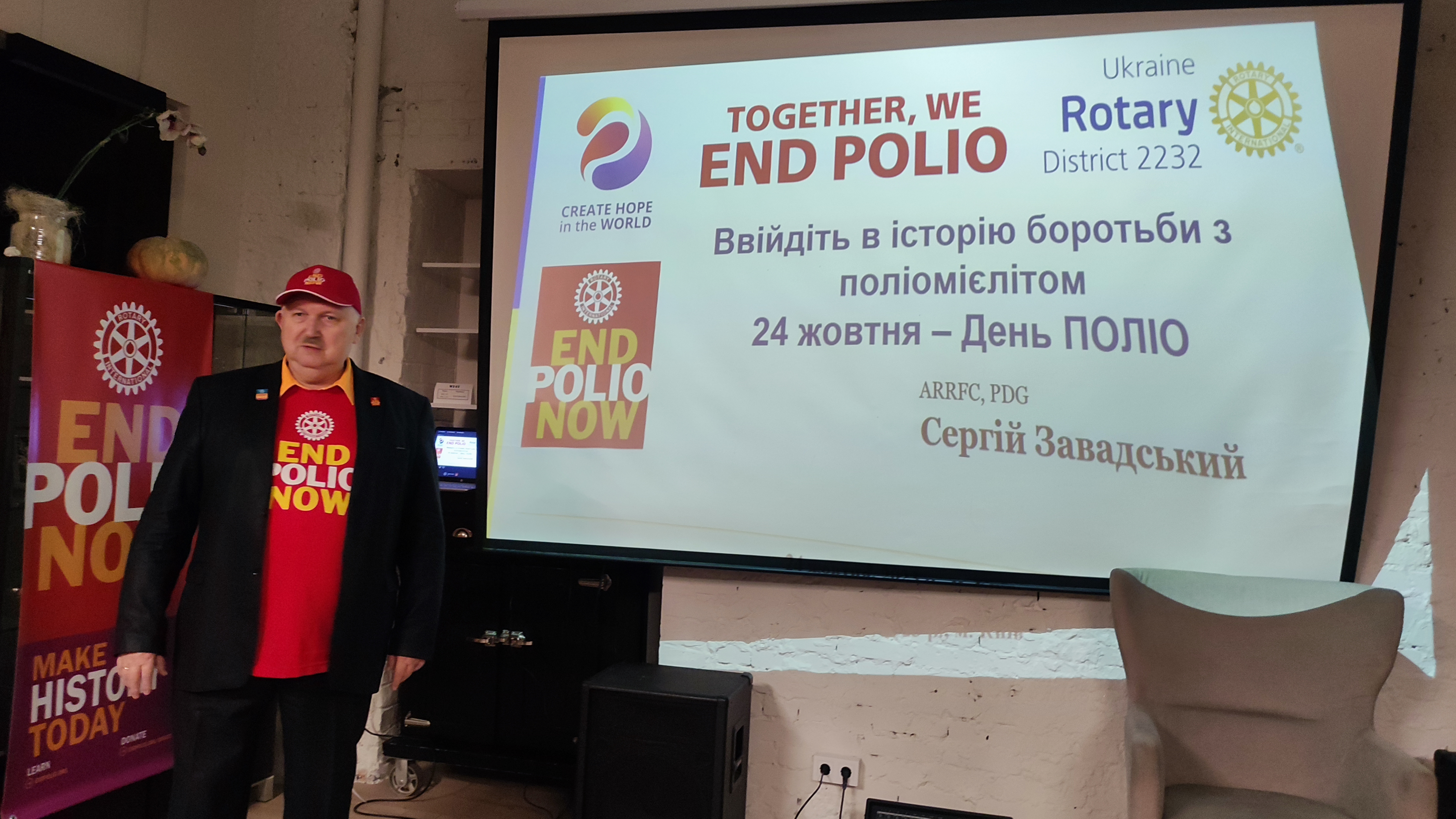
Відзначення Всесвітнього дня боротьби з поліомієлітом ротарійцями в Києві, жовтень 2023

Найбільш визначний та відомий проект, що асоціюється із Ротарі-клубами. Проект Поліо Плюс — це програма, метою якої є викорінення поліомієліту в усьому світі. Програма була започаткована у 1985 році. З того моменту ротаріанці внесли понад 850 мільйонів доларів, а також десятки тисяч добровільних та безкоштовних людино-годин, що дозволило вакцинувати понад два мільярди дітей у світі.
Бачачи ініціативу Ротарі-клубів Всесвітня організація охорони здоров'я (ВООЗ) у 1988 році прийняла резолюцію до 2000 року викорінити поліомієліт в усьому світі. Тепер партнерами проекту Глобальної ініціативи з викорінення поліомієліту разом з ВООЗ та Ротарі стали ЮНІСЕФ та Центри з контролю і профілактики захворювань США. Ротарі визнано Організацією Об'єднаних Націй як ключового недержавного партнера з викорінення загрози поліомієліту.
У 2008 році Ротарі отримала 100 мільйонів доларів від Фонду Білла і Мелінди Гейтс. В подальшому суму було збільшено до 200 мільйонів доларів. У січні 2009 року Білл Гейтс оголосив про другий ґрант на підтримку програми у розмірі 225 мільйонів доларів. Ротарі знову планує збільшити цю суму на 100 мільйонів. Тому сумарно Фонд Білла і Мелінди Гейтс та Ротарі внесуть 555 мільйонів доларів на ліквідацію поліомієліту. Під час внесення другого ґранту Білл Гейтс сказав:
 «Ми знаємо, що викорінення хвороби, яка убивала та калічила дітей ще з часів Давнього Єгипту є надзвичайно складним завданням. Ми не знаємо точно, коли останню дитину буде вакциновано. Проте у нас є достатньо вакцин, щоб знищити хворобу. Отже країни мають усі наявні інструменти для викорінення цієї проблеми. Якщо у нас усіх є достатньо сили духу, щоб довести цю роботу до кінця, то ми викорінимо поліомієліт».

Програма Поліо Плюс була піддана певній критиці. Зокрема, існують застереження щодо адаптації вірусу поліомієліту до деяких оральних вакцин, про що було повідомлено, і яка вважається причиною виникнення захворювань у групах населення з низьким рівнем вакцинації. Проте було відзначено також, що припиняти програму незважаючи на певні виняткові випадки недоцільно. У нещодавній промові на Конвенції Ротарі-клубів, яка відбувалася у Bella Center в Копенгагені було оголошено, що до кінця 2008 року усі відомі «дикі» (природні) форми вірусу поліомієліту буде ліквідовано за умови, що зусилля таких країн як Нігерія, Пакистан, Афганістан, Індія з ліквідації хвороби будуть продовжені.

### Обмін та стипендії
Деякі з найважливіших програм, започаткованих під егідою Ротарі, включають в себе програми обміну досвідом та спеціальні стипендії студентам. Зокрема, програма обміну студентами, що здобувають середню освіту (англ. Rotary Youth Exchange), та найстаріша програма Фонду Ротарі, що називається «Посольські стипендії» (англ. «Ambassadorial Scholarships»).
На сьогодні існують шість видів стипендій Ротарі. Понад 38 тисяч чоловіків та жінок, представників 100 різних національностей, навчались за кордоном під егідою «Посольської стипендії» і на сьогодні ця програма є найбільшою міжнародною стипендіальною програмою, що фінансується з приватних джерел. У 2006—2007 роках ґранти на загальну суму 15 мільйонів доларів було використано на виплату близько 800 стипендій для одержувачів з 69 країн, що навчалися в 64 країнах. У липні 2009 року припинив фінансування культурних (англ. Cultural Ambassadorial Scholarships) та багаторічних посольських стипендій (англ. Multi-Year Ambassadorial Scholarships), а також надання ґрантів Ротарі (англ. Rotary Grants) для викладачів університетів.
Стипендії Ротарі (англ. Rotary Fellowships) виплачуються фондом, створеним на честь Пола Гарріса у 1947 році. У більшості випадків стипендії виплачуються іншими країнами, відмінними від рідної країни отримувача. Це робиться з метою забезпечення прозорості. Останнім часом була започаткована та впроваджується нова програма, відома як «Програма миру та врегулювання конфліктів Ротарі» (англ. Rotary peace and Conflict Resolution program). Метою даної програми є надання коштів на дворічне навчання в магістратурі у одному з восьми університетів світу. Ротарі щороку номінує на цю стипендію близько 75 людей. Заявки на дані програми можна знайти на сайтах Ротарі-клубів, проте перш ніж бути розглянутою, заявка має бути схвалена місцевим Ротарі-клубом. Діти або близькі родичі ротарійців не мають права брати участь у програмі.

### Ротарі-центри для міжнародних досліджень
Починаючи з 2002 року Фонд Ротарі співпрацює з вісьмома університетами у світі. Метою співпраці є: створення Ротарі-центрів міжнародних досліджень в області миру та врегулювання конфліктів. Серед восьми університетів у програмі бере участь:
- Міжнародний Християнський Університет (англ. International Christian University), Японія;
- Університет Квінсленда (англ. University of Queensland), Австралія;
- Інститут політичних досліджень (фр. Institut d'Études Politiques de Paris), Франція;
- Університет Бредфорда (англ. University of Bradford), Велика Британія;
- Університет Сальвадору (ісп. Universidad del Salvador), Аргентина;
- Університет Північної Кароліни в Чапел Хілл (англ. University of North Carolina at Chapel Hill), США;
- Дюкський університет (англ. Duke University), США;
- Університет Чулалонгкорн (англ. Chulalongkorn University), Таїланд;
- Університет Каліфорнії (Берклі) (англ. University of California, Berkeley), США;

На сьогодні піклувальна рада Фонду Ротарі припинила співпрацю з Інститутом політичних досліджень, а згодом із Університетом Каліфорнії (Берклі).
Стипендіати виконують двохрічну магістерську програму з вирішення конфліктів та міжнародних відносин. Перший випуск за цією програмою відбувся у 2004 році. Станом на 2006 рік Фонд Ротарі витратив 18 мільйонів доларів на дану програму. У середньому абітурієнт отримав 60 тисяч доларів ґранту на дворічне навчання за програмою.
У 2004 році стипендіати утворили Асоціацію світового миру Ротарі (англ. Rotary World Peace Fellows Association) з метою сприяння співпраці стипендіатів, ротарійців та громадськості з питань, пов'язаних з дослідженням миру.

### Програми грамотності
Ротарі-клуби усього світу зосереджені на піднятті загальної грамотності населення. Ротарі Інтернешнл надає підвищенню грамотності настільки важливе значення, що щорічно у березні проводить «місяць грамотності Ротарі» (англ. «Rotary Literacy Month»). Ротарі-клуби також проводять багато заходів 8 вересня у Міжнародний день грамотності. Деякі Ротарі-клуби проводять збір коштів для шкіл та інших освітніх закладів. Багато клубів беруть участь у програмі «читачі Ротарі» (англ. «Rotary Readers»). За цією програмою член Ротарі-клубу проводить час у класі разом із призначеним учнем та читає наодинці з ним. Нарівні зі збиранням коштів і читанням проводяться програми зі збирання книжок, що необхідні для навчання та розвитку учнів як на локальному, так і на міжнародному рівні.

### Ротаракт (Rotaract)
Основна стаття: Ротаракт
Ротаракт — це клуб для молодих чоловіків та жінок віком від 18 до 30 років, що нараховує понад 200 тисяч учасників у 8 700 клубах у 171 країні. Назва «Ротаракт» походить від англійського скорочення «Ротарі в дії» (англ. Rotary in Action). Ці клуби засновуються під патронатом Ротарі-клубів. Учасниками часто виступають місцева спільнота або студенти університету. Це робить їх справжніми партнерами «старшого» клубу та майбутніми кандидатами Ротарі-клубу.

### Корпус спільноти Ротарі
Корпус спільноти Ротарі (англ. Rotary Community Corps) (RCC) — волонтерська організація, що складається, за оцінками, із понад 157 тисяч учасників-неротаріанців у 6800 об'єднаннях у 78 країнах.

### Індивідуальні зусилля Ротарі-клубів
Хоча діяльність Ротарі-клубів тісно пов'язана з участю усіх їхніх членів, часто знаходяться учасники, які з власної ініціативи роблять серйозний внесок у справу Ротарі. Зокрема, відомий незвичайний епізод, коли ротаріанець Розалі Магуайр з міста Батавії, штату Нью-Йорк, взявши за приклад голлівудський фільм «Календарні дівчата» (англ. «Calendar Girls»), переконала колег Ротарі-клубу створити подібний чоловічий календар «ню», який було продано у рамках збору 250 тисяч доларів для місцевої лікарні. Іншим прикладом є «спеціальні штрафи», які вводять Ротарі-клуби за незначні чи смішні проступки. Метою таких штрафів, розмір яких із 1951 року може варіюватися від 10 центів до 1000 доларів, є додаткове залучення коштів на благодійні програми спільноти Ротарі. Деякі клуби вводять звичаї на зразок «Щасливий долар» (англ. «Happy Dollar») чи «Щасливий бакс» (англ. «Happy Bucks»), суть яких зводиться до сплати символічної суми з метою купівлі дозволу розповісти історію членам клубу. Кошти, отримані таким чином, теж залучаються у програми Ротарі.

## Щотижневі зустрічі клубу
Ротарі-клуби зазвичай зустрічаються щотижня у встановленому місці в час, зручний для ротарійців та відвідувачів. Під час зустрічі, що часто супроводжується трапезою, члени клубу та відвідувачі мають змогу поспілкуватися та обговорити справи клубу. У багатьох клубах зустріч відбувається опівдні чи в обідній час, проте багато клубів здійснюють зустрічі під час вечері. З 1970 року частина клубів зустрічаються під час сніданку.

## Публікації

### Офіційні та регіональні журнали Ротарі
Офіційним журналом Ротарі інтернешнл є журнал «Ротарієць» (англ. «The Rotarian»), що публікується щомісяця англійською мовою у штаб-квартирі та 30 інших регіональних періодичних видань, що друкуються більш ніж двадцятьма різними мовами і розповсюджуються у 130 країнах світу.
В Україні журнал «Ротарієць» виходить один раз на два місяці українською мовою. Публікує інформацію про діяльність Ротарі-клубів України та ротарійське життя у цілому світу. Розповсюджується серед членів Ротарі-клубів України та в мережі Інтернет.
Перший офіційний журнал, попередник «The Rotarian», називався «Національний Ротарієць» (англ. «The National Rotarian»). Його випуск було розпочато у 1911 році. Перший регіональний журнал випущено у 1915 році у Великій Британії та Ірландії.
На даний[який?] час існує ще один офіційний журнал Ротарі-клубів Великої Британії та Ірландії, що називається «Ротарі сьогодні» (англ. «Rotary Today»). Він видається двічі на місяць і розповсюджується серед 60 тисяч ротаріанців Великої Британії та Ірландії під час їх щотижневих зустрічей.
Офіційні та регіональні журнали Ротарі-клубів розсилаються як ротарійцям, так і не членам клубів. Загальний наклад журналів становить понад 700 тисяч екземплярів щомісяця.

### Клубний бюлетень
Ротарі-клуби щотижня випускають бюлетень, у якому висвітлюються всі новини та події, що відбулися за тиждень та під час чергової зустрічі. Крім інформації про зустріч та списку імен директорів та офіцерів клубу, у бюлетені міститься інформація про клубні проекти та стан їх виконання, майбутні події, оголошення і нагадування для членів, а також звернення президента клубу, резюме зустрічі та тексти виступів. Бюлетень розповсюджується серед членів клубу в паперовому вигляді, проте останнім часом все більшої популярності набуває електронний варіант часто на сайті клубу.

### Бюлетень районного губернатора
Районні губернатори публікують щомісячний бюлетень, у якому викладено звіт про проведені заходи та зустрічі в Ротарі-клубах підпорядкованого району. У бюлетені міститься також звернення районного губернатора, перераховано членство та відвідуваність усіх районних клубів. Бюлетень поширюється серед усіх ротаріанців району.

### Інша офіційна продукція
Ротарі Інтернешнл була відзначена у більш ніж 130 країнах світу на більш ніж 2000 пам'ятних марках, сувенірних листівках, банерах та інших поліграфічних продуктах протягом багатьох років.

## Ротарі в масовій культурі
- Ротарі Інтернешнл був зображений у фільмі Стівена Спілберга «Спіймай мене, якщо зможеш». Батько Френка Ебігнейла молодшого (у виконанні Леонардо ДіКапріо), Вільям Ебігнейл (якого грає Крістофер Вокен) був довічним ротаріанцем, тому що був героєм Другої світової війни;
- Італійська пісня «Rotary Club of Malindi» стосується Ротарі-клубу;
- У 3-му сезоні серіалу «Відчайдушні домогосподарки» Габріель (у виконанні Єви Лонгорії) відвідує зустріч Ротарі-клубу;
- Ротарі-клуб згадується у повісті Стівена Кінга «Бібліотечний поліцейський»;
- Ротарі-клуб згадується у фільмі 2009 року «Екстракт».

## Список президентів Ротарі Інтернешнл
Управління всесвітнім клубом за Конституцією Ротарі Інтернешнл здійснюють президент і рада клубу, що працюють за принципом ротації, що означає їх щорічну зміну. Президент і рада клубу обираються строком на один ротаріанський рік. Ротаріанський рік починається і закінчується 1 липня. Спільно з президентом обирається президент-наступник — людина, яка заступить на президентський пост наступного року. Цим досягається «ротація» — зміна керівництва — президента і ради, які, згідно зі статутом Ротарі, змінюються щороку.
| Роки      | Оригінальне ім'я (Ім'я українською)                    | Регіон                             | Країна             |
| --------- | ------------------------------------------------------ | ---------------------------------- | ------------------ |
| 1910-1911 | Paul P. Harris (Пол Персі Гарріс)                      | Чикаго, Іллінойс                   | США                |
| 1911-1912 | Paul P. Harris (Пол Персі Гарріс)                      | Чикаго, Іллінойс                   | США                |
| 1912-1913 | Glenn C. Mead (Гленн Мід)                              | Філадельфія, Пенсільванія          | США                |
| 1913-1914 | Russel F. Greiner (Рассел Грейнер)                     | Канзас-Сіті, Міссурі               | США                |
| 1914-1915 | Frank L. Mulholland (Френк Малхолланд)                 | Толідо, Огайо                      | США                |
| 1915-1916 | Allen D. Albert (Аллен Альберт)                        | Міннеаполіс, Міннесота             | США                |
| 1916-1917 | Arch C. Klumph (Арч Кламф)                             | Клівленд, Огайо                    | США                |
| 1917-1918 | E. Leslie Pidgeon (Леслі Піджен)                       | Вінніпег, Манітоба                 | Канада             |
| 1918-1919 | John Poole (Джон Пул)                                  | Вашингтон                          | США                |
| 1919-1920 | Albert S. Adams (Альберт Адамс)                        | Атланта, Джорджія                  | США                |
| 1920-1921 | Estes Snedecor (Естес Снедекор)                        | Портленд, Орегон                   | США                |
| 1921-1922 | Crawford C. McCullough (Коуфорд МакКалох)              | Форт Вільям, Онтаріо               | Канада             |
| 1922-1923 | Raymond M. Havens (Реймонд Гейвенс)                    | Канзас-Сіті, Міссурі               | США                |
| 1923-1924 | Guy Gundaker (Гай Гандакер)                            | Філадельфія, Пенсільванія          | США                |
| 1924-1925 | Everett W. Hill (Еверетт Гілл)                         | Оклахома-Сіті, Оклахома            | США                |
| 1925-1926 | Donald A. Adams (Дональд Адамс)                        | Нью-Гейвен, Коннектикут            | США                |
| 1926-1927 | Harry H. Rogers (Гаррі Роджерс)                        | Сан-Антоніо, Техас                 | США                |
| 1927-1928 | Arthur H. Sapp (Артур Сапп)                            | Гантінгтон, Індіана                | США                |
| 1928-1929 | I. B. Tom Sutton (Том Саттон)                          | Тампіко, Тамауліпас                | Мексика            |
| 1929-1930 | M. Eugene Newsom (Юджин Ньюсон)                        | Дарем, Північна Кароліна           | США                |
| 1930-1931 | Almon E. Roth (Елмон Рот)                              | Пало-Альто, Каліфорнія             | США                |
| 1931-1932 | Sydney W. Pascall (Сідні Паскаль)                      | Лондон, Англія                     | Велика Британія    |
| 1932-1933 | Clinton P. Anderson (Клінтон Андерсон)                 | Альбукерке, Нью-Мексико            | США                |
| 1933-1934 | John Nelson (Джон Нельсон)                             | Монреаль, Квебек                   | Канада             |
| 1934-1935 | Robert E. Lee Hill (Роберт Лі Гілл)                    | Колумбія, Міссурі                  | США                |
| 1935-1936 | Ed. R. Johnson (Ед Джонсон)                            | Роанок, Вірджинія                  | США                |
| 1936-1937 | Will R. Manier, Jr. (Вілл Маньє)                       | Нашвілл, Теннессі                  | США                |
| 1937-1938 | Maurice Dupperey (Моріс Дюпрей)                        | Париж                              | Франція            |
| 1938-1939 | George C. Hager (Джордж Хейгер)                        | Чикаго, Іллінойс                   | США                |
| 1939-1940 | Walter D. Head (Волтер Хід)                            | Тінек, Нью-Джерсі                  | США                |
| 1940-1941 | Armando de Arruda Pereira (Армандо де Арруда Перейра)  | Сан-Паулу                          | Бразилія           |
| 1940-1941 | Tom J. Davis (Том Дейвіс)                              | Б'ютт, Монтана                     | США                |
| 1942-1943 | Fernando Carbajal (Фернандо Карбахал)                  | Ліма                               | Перу               |
| 1943-1944 | Charles L. Wheeler (Чарльз Уіллер)                     | Сан-Франциско, Каліфорнія          | США                |
| 1944-1945 | Richard H. Wells (Річард Уеллс)                        | Покателло, Айдахо                  | США                |
| 1945-1946 | Thomas A. Warren (Томас Воррен)                        | Вулвергемптон, Стаффордшир, Англія | Велика Британія    |
| 1946-1947 | Richard C. Hedke (Річард Гедке)                        | Детройт, Мічиган                   | США                |
| 1947-1948 | S. Kendrick Guernsey (Кендрік Гернсі)                  | Джексонвілл, Флорида               | США                |
| 1948-1949 | Angus S. Mitchell (Ангус Мітчелл)                      | Мельбурн, Вікторія                 | Австралія          |
| 1949-1950 | Percy Hodgson (Персі Годжсон)                          | Потакет, Род-Айленд                | США                |
| 1950-1951 | Arthur Lagueux (Артур Лагу)                            | Квебек, Квебек                     | Канада             |
| 1951-1952 | Frank E. Spain (Френк Спейн)                           | Бірмінгем, Алабама                 | США                |
| 1952-1953 | H.J. Brunnier (Г.Дж. Бруньє)                           | Сан-Франциско, Каліфорнія          | США                |
| 1953-1954 | Joaquin Serratosa Cibils (Хоакін Серратоса Сібілс)     | Монтевідео                         | Уругвай            |
| 1954-1955 | Herbert J. Taylor (Герберт Тейлор)                     | Чикаго, Іллінойс                   | США                |
| 1955-1956 | A.Z. Baker (А. З. Бейкер)                              | Клівленд, Огайо                    | США                |
| 1956-1957 | Gian Paolo Lang (Жан Паоло Ланг)                       | Ліворно                            | Італія             |
| 1957-1958 | Charles G. Tennent (Чарльз Теннент)                    | Ешвілл, Північна Кароліна          | США                |
| 1958-1959 | Clifford A. Randall (Кліффорд Ренделл)                 | Мілвокі, Вісконсин                 | США                |
| 1959-1960 | Harold T. Thomas (Гарольд Томас)                       | Окленд                             | Нова Зеландія      |
| 1960-1961 | J. Edd McLaughlin (Джей Ед МакЛахлін)                  | Даллас, Техас                      | США                |
| 1961-1962 | Joseph A. Abey (Джзеф Ебі)                             | Редінг, Пенсільванія               | США                |
| 1962-1963 | Nitish C. Laharry (Нітіш Лахаррі)                      | Колката                            | Індія              |
| 1963-1964 | Carl P. Miller (Карл Міллер)                           | Лос-Анджелес, Каліфорнія           | США                |
| 1964-1965 | Charles W. Pettengill (Чарльз Петтенгілл)              | Гринвіч, Коннектикут               | США                |
| 1965-1966 | C.P.H. Teenstra (C.P.H. Тенстра)                       | Хілверсум                          | Нідерланди         |
| 1966-1967 | Richard L. Evans (Річард Еванс)                        | Солт-Лейк-Сіті, Юта                | США                |
| 1967-1968 | Luther H. Hodges (Лютер Годжес)                        | Чапел-Гілл, Північна Кароліна      | США                |
| 1968-1969 | Kiyoshi Togasaki (Кійоши Тогасакі)                     | Токіо                              | Японія             |
| 1969-1970 | James F. Conway (Джеймс Конвей)                        | Роквілл Сентер, Нью-Йорк           | США                |
| 1970-1971 | William E. Walk, Jr. (Вільям Волк мол.)                | Онтаріо, Каліфорнія                | США                |
| 1971-1972 | Ernst G. Breitholtz (Енрст Брейтгольтц)                | Кальмар                            | Швеція             |
| 1972-1973 | Roy D. Hickman (Рой Гікман)                            | Бірмінгем, Алабама                 | США                |
| 1973-1974 | William C. Carter (Вільям Картер)                      | Лондон, Англія                     | Велика Британія    |
| 1974-1975 | William R. Robbins (Вільям Роббінс)                    | Маямі, Флорида                     | США                |
| 1975-1976 | Ernesto Imbassahy de Mello (Ернесто Імбассай де Мелло) | Ріо-де-Жанейро                     | Бразилія           |
| 1976-1977 | Robert A. Manchester II (Роберт Манчестер ІІ)          | Янгстаун, Огайо                    | США                |
| 1977-1978 | W. Jack Davis (В. Джек Дейвіс)                         | Гамільтон, Бермудські острови      | Бермудські Острови |
| 1978-1979 | Clem Renouf (Клем Ренуф)                               | Намбур, Квінсленд                  | Австралія          |
| 1979-1980 | James L. Bomar, Jr. (Джеймс Л. Бомар Мол.)             | Шелбівіль, Теннессі                | США                |
| 1980-1981 | Rolf J. Klärich (Рольф Кляріх)                         | Гельсінкі                          | Фінляндія          |
| 1981-1982 | Stanley E. McCaffrey (Стенлі МакКафрі)                 | Стоктон, Каліфорнія                | США                |
| 1982-1983 | Hiroji Mukasa (Хіроджі Мукаса)                         | Накацу, Ойта                       | Японія             |
| 1983-1984 | William E. Skelton (Вільям Скелтон)                    | Крістіансбург , Вірджинія          | США                |
| 1984-1985 | Carlos Canseco (Карлос Кансеко)                        | Монтеррей, Нуево-Леон              | Мексика            |
| 1985-1986 | Edward F. Cadman (Едвард Кадман)                       | Венатчі, Вашингтон                 | США                |
| 1986-1987 | M.A.T. Caparas (М. А. Т. Капарас)                      | Маніла                             | Філіппіни          |
| 1987-1988 | Charles C. Keller (Чарльз Келлер)                      | Каліфорнія, Пенсільванія           | США                |
| 1988-1989 | Royce Abbey (Ройс Еббі)                                | Мельбурн, Вікторія                 | Австралія          |
| 1989-1990 | Hugh M. Archer (Г'ю Арчер)                             | Дірборн, Мічиган                   | США                |
| 1990-1991 | Paulo V.C. Costa (Пауло Коста)                         | Сан-Паулу                          | Бразилія           |
| 1991-1992 | Rajendra K. Saboo (Раджиндра Сабу)                     | Чандігарх                          | Індія              |
| 1992-1993 | Clifford L. Dochterman (Кліффорд Дочтерман)            | Морага, Каліфорнія                 | США                |
| 1993-1994 | Robert Barth (Роберт Барт)                             | Аарау                              | Швейцарія          |
| 1994-1995 | Bill Huntley (Білл Гантлі)                             | Лінкольншир, Англія                | Велика Британія    |
| 1994-1995 | Herbert G. Brown (Герберт Браун)                       | Клірвотер, Флорида                 | США                |
| 1996-1997 | Luis Vicente Giay (Луїс Вінсенте Гіай)                 | Буенос-Айрес                       | Аргентина          |
| 1997-1998 | Glen W. Kinross (Глен Кінросс)                         | Брисбен, Квінсленд                 | Австралія          |
| 1998-1999 | James L. Lacy (Джеймс Лейсі)                           | Куквіль, Теннессі                  | США                |
| 1999-2000 | Carlo Ravizza (Карло Равіцца)                          | Мілан                              | Італія             |
| 2000-2001 | Frank J. Devlyn (Френк Девлін)                         | Анауак                             | Мексика            |
| 2001-2002 | Richard D. King (Річард Кінг)                          | Фрімонт , Каліфорнія               | США                |
| 2002-2003 | Bhichai Rattakul (Бгіхай Раттакул)                     | Дхонбурі, Бангкок                  | Таїланд            |
| 2003-2004 | Jonathan B. Majiyabe (Джонатан Маїябе)                 | Кано                               | Нігерія            |
| 2004-2005 | Glen E. Estess, Sr. (Глен Естесс старший)              | Бірмінгем, Алабама                 | США                |
| 2005-2006 | Carl-Wilhelm Stenhammar (Карл-Вільгельм Штенхамар)     | Гетеборг                           | Швеція             |
| 2006-2007 | William B. Boyd (Вільям Бойд)                          | Окленд                             | Нова Зеландія      |
| 2007-2008 | Wilfrid J. Wilkinson (Вілфрід Вілкінсон)               | Трентон , Онтаріо                  | Канада             |
| 2008-2009 | Dong Kurn Lee (Донг Курн Лі)                           | Сеул                               | Південна Корея     |
| 2009-2010 | John Kenny (Джон Кенні)                                | Гренджмут, Фолкерк, Шотландія      | Велика Британія    |
| 2010-2011 | Ray Klinginsmith (Рей Клінгінсміт)                     | Кірксвіль, Міссурі                 | США                |
| 2011-2012 | Kalyan Banerjee (Кальян Банерджі)                      | Вапі, Гуджарат                     | Індія              |

## Ротарі в Україні

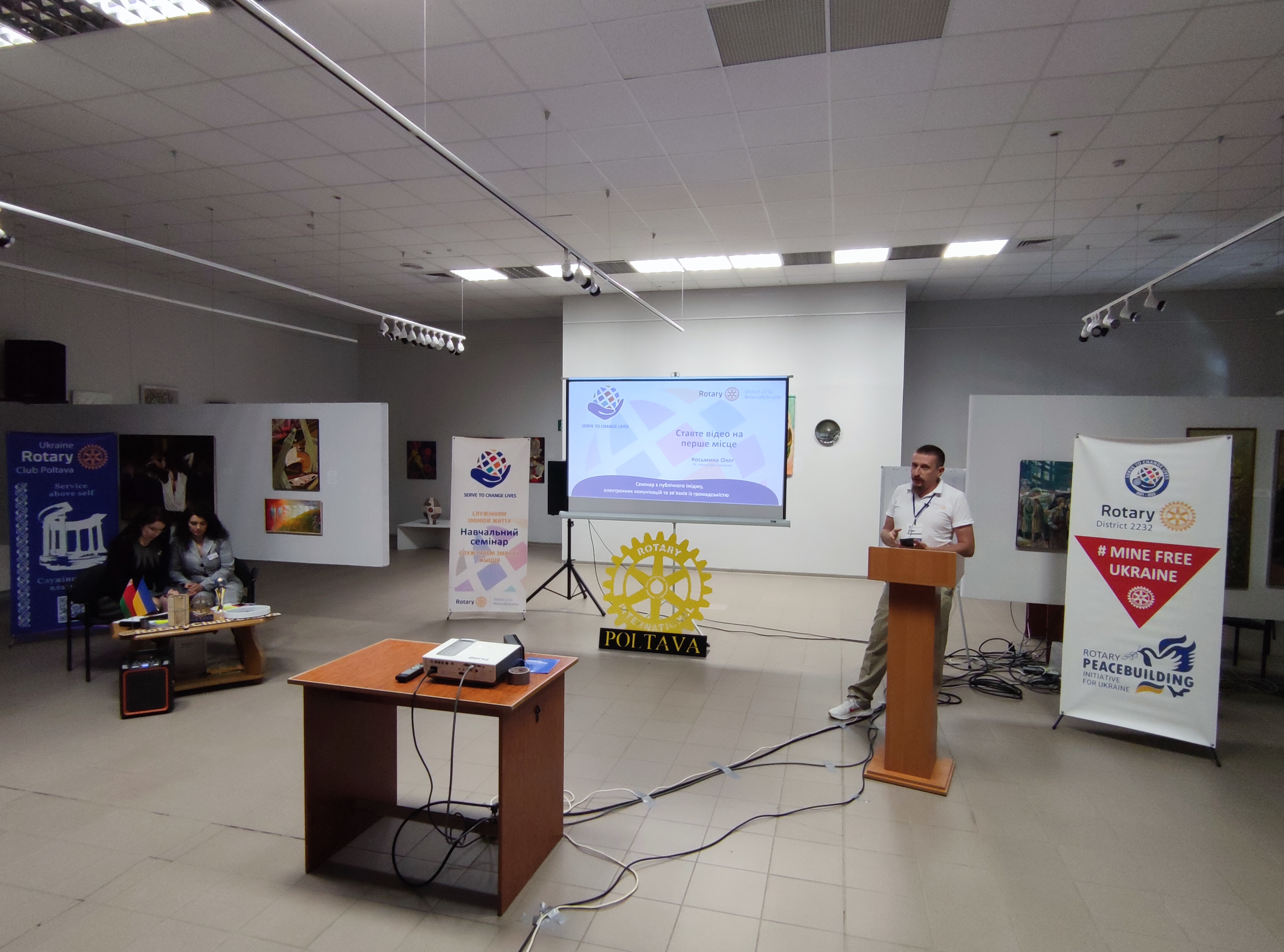
Ротарійський семінар з публічного іміджу, електронних комунікацій та зв'язків з громадськістю. Полтава

Перші клуби в українських містах були створені в Ужгороді (тоді — Чехословаччина) у 1929 році, в Чернівцях (тоді — Румунія) у 1931 році та у Львові (тоді — Польща) у 1935 році.
В Україні перший повоєнний Ротарі-клуб отримав статут у Києві у 1992 році, одночасно була відновлена діяльність клубів у Львові (1992) та Ужгороді (1994). Станом на 2018 рік в Україні існували Ротарі-клуби в Алушті, Вінниці, Дніпрі (3 клуби), Донецьку, Запоріжжі, Івано-Франківську (2 клуби), Києві (6 клубів), Кобеляках, Кропивницькому, Львові (7 клубів), Миколаєві, Миргороді, Одесі (2 клуби), Полтаві, Рахові, Рівному, Сімферополі, Слов'янську, Сумах, Трускавці, Ужгороді (2 клуби), Харкові (6 клубів), Херсоні, Черкасах (2 клуби), Чернівцях та Ялті. Крім того, в Україні діє «Ротарі е-Клуб Україна», засідання якого відбуваються онлайн.
Дистрикти Ротарі Інтернешнл об'єднуються в Регіони Ротарі Інтернешнл. Україна у складі дистрикту 2232 входить до регіону 20, що охоплює країни Центральної Європи (Австрія, Білорусь, Боснія-Герцеґовина, Колишня Югославська Республіка Македонія, Молдова, Румунія, Угорщина, Словаччина, Словенія, Україна, Хорватія, Чехія) та Ізраїль, що об'єднані в 9 дистриктах.
В Україні, як і в більшості країн, Ротарі-клуби засновуються у обласних центрах або великих містах. Але є і сільські клуби за прикладом поширених у Великобританії та США. Наприклад, сільський клуб «Велятино Інтернешнл» заснували у 2022 році на Закарпатті ротарійці, які під час повномасштабного вторгнення РФ в Україну мешкали та працювали за кордоном, та разом із мешканцями громади Шаян та Велятино створили волонтерський хаб для допомоги вимушеним переселенцям.
Станом на липень 2023 у Дистрикті 2232: 1899 Ротарійців, 70 Ротарі Клубів, 11 Сателітних Клубів, 133 Почесних Ротарійців, 264 Ротарактівці, 27 Ротаракт Клубів, 9 Інтеракт Клубів.